# 片山憲太郎
片山憲太郎（1973年—），日本小說家，出身於東京都，明星大学畢業。

## 簡介
由集英社辦的第3回Super Dash小說新人獎出道，以《電波日和》得到佳作，當時使用片山大介這個筆名。同年（2004年）將作品改編為《電波系彼女》，在Super Dash文庫上連載。
本人宣稱不擅長使用紙筆寫作。在寫《紅 kure-nai 〜斷頭台〜》時，使用八年的電腦故障，結果使得本來預定在2006年4月發行的時程被延到2006年7月。
2014年8月15日宣佈從2008年後沒有新作的《紅 kure-nai》系列，將於2014年11月21日出版新作《紅 ~歪空の姫~ 》。

## 作品列表
- 《電波系彼女》系列
  - 電波系彼女
  - 電波系彼女 ~愚昧者的選擇~
  - 電波系彼女 ~幸福的遊戲~
- 《紅》系列
  - 紅 Kure-nai
  - 紅 kure-nai 〜斷頭台〜
  - 紅 kure-nai 〜醜惡祭〜（上）
  - 紅 kure-nai 〜醜惡祭〜（下）
  - 紅 kure-nai 〜歪空の姫〜
  - 紅 官方Fan Book(收錄了新作小說"祭の后"，是醜惡祭的正式結局)
  - 紅 kure-nai（由山本大和所改編的漫畫作品）

## 作品的世界觀
出道作《電波系彼女》與第二作《紅》使用相同的世界觀，有共同的人物登場，《紅》中提及柔澤 紅香育有一幼子，故《紅》的故事時間所發生的時間應在《電波系彼女》之前，《電波系彼女》登場的墮花雨，斬島雪姬和圓堂圓的姓氏都是《紅》中提及過的裏十三家，而斬島雪姬手持刃物時性格會改變的設定也和斬島切彦相符，圓堂圓的家人在警界有一定影響力的設定與《紅》中的園堂家相符。

## 來源
1. ↑  .   [2015-01-22]. （原始内容存档于2015-01-22）.

## 外部連結
- （日語） スーパーダッシュ文庫 第12回 片山憲太郎